# Békaland
A Békaland (eredeti cím: Amphibia) 2019 és 2022 között futó amerikai televíziós 2D-s számítógépes animációs kalandsorozat, amelynek alkotója Matt Braly, aki korábban a Rejtélyek városkája című sorozatnak volt az írója és rendezője.
Amerikában 2019. június 17-én indult és 2022. május 14-én ért véget. Magyarországon 2020. március 2-án mutatta be a Disney Csatorna.

## Ismertető
A történet főszereplője Anne Boonchuy, egy 13 éves lány, aki egy nap varázslatos módon átkerül Amphibia különös világába, amelyet beszélő békák és egyéb kétéltűek népesítenek be. Itt ismerkedik meg Bütyökkel, egy 10 éves, kalandvágyó békafiúval, kiszámíthatatlan testvérével, Ebivel, és a túlzottan óvatos nagyapjával, Hopával. Ők segítenek neki felfedezni ezt az újfajta világot, és miközben őrült kalandokat élnek át, Anne igazi hőssé válik és megköti élete első igazi barátságát.

## Szereplők

### Főszereplők
- Anne Boonchuy – Egy 13 éves thai-amerikai lány, aki egy mágikus zenedoboz miatt átkerül Amphibia világába, és alkalmazkodnia kell az új élethez, melyet ez a fura, de izgalmas világ nyújthat.
- Csámpás Bütyök – Egy kíváncsi és kalandvágyó rózsaszín béka, aki barátságot köt Anne-el.
- Csámpás "Ebi" Petúnia – Bütyök kishúga, aki még csak ebihal, és általában egy vizes vödörben közlekedik.
- Csámpás Hoppolit, "Hopa" – Bütyök és Ebi túlféltő, régimódi nagypapája, aki a családi farmot vezeti és egyedül neveli az unokáit.
- Bimbó – Egy termetes éticsiga, a Csámpás család háziállata és legfőbb szállítóeszköze, aki a családi szekeret húzza és segít a farmon lévő munkákban.

### Visszatérő szereplők

#### Erdős láp lakói
- Nyálkás polgármester – Erdős láp korrupt, kapzsi, arrogáns polgármestere, aki folyamatos adószedéssel szereti kiszipolyozni a lakosokat. Olykor azonban képes jót is tenni, ha arról van szó, hogy megnyerje mások bizalmát.
- Tódor – A polgármester hűséges asszisztense.
- Félszemű Vili – A falu bolondja, akinek félszeme és félcipője van, és folyton egy hernyó-formájú harmonikán játszik.
- Szálka Leopold – A falu fa-faragója, egy kék axolotl. Korábban kovács volt, amíg egy szörnyű baleset egy izzó vassal majdnem elvágta a torkát, azóta inkább fával dolgozik, ami szerinte sokkal biztonságosabb.
- Kurutty Sára – Egy idős békaasszony, aki óriás hernyókat tenyészt (amik hasonlítanak a tehenekre), és a belőlük nyert tejtermékeket árulja a termelőpiacon.
- Bőrlevél seriff – Erdős láp szigorú, szabálykövető seriffje.
- Harmat Felicia – A Felicia teázója nevű vendéglő tulajdonosa, Boróka édesanyja és Szilvia lánya.
- Harmat Boróka – Egy kedves békalány, Bütyök barátja kiskora óta, aki romantikus érzéseket is táplál iránta.
- Harmat Szilvia – Felica édesanyja és Boróka nagymamája, valamint Hopa szerelme.
- Maddie – A helyi pék lánya, kissé ijesztő, de amúgy jóindulatú különc, aki jártas a fekete mágiában.
- Rózmari, Gyömbér, Levendula – Maddie ebihal-kishúgai, akik szeretnek minél több időt tölteni a nővérükkel.
- Liszt úr – A helyi pék, Maddie, Rózmari, Gyömbér és Levendula édesapja.
- Békalencse úr – Egy gőte, aki a falu egyetlen diplomatikus egyéniségének számít. Dolgozik ételkritikusként és ceremóniamesterként.

#### Varangyvár lakói
- Szutyok kapitány – Egy kegyetlen, félszemű varangy, a Déli Varangyvár parancsnoka, aki elsődleges feladatának tartja a békák feletti uralom biztosítását.
- Sasha Waybright – Anne ember-barátja, aki szintén Amphibiába került a mágikus zenedoboz miatt. Érkezésekor a varangyvári katonák elfogták, viszont manipulatív természeténél fogva könnyen a saját oldalára tudta állítani őket.
- Posvány – Egy nagydarab, harcias varangy, a legfőbb adószedő Erdős lápban.
- Láp – Egy páncélos varangykatona, aki tudatosan nem beszél, csak morog, és parancsra azonnal támad.
- Iszap – Egy barátságos, női varangykatona, talán szociálisan a legfejlettebb az összes varangy közül.
- Vigyor – Egy játékos varangykatona, aki titokban bohóc szeretne lenni.

#### Újtópia lakói
- Andris király – Egy óriásszalamandra, Újtópia királya, egyben egész Amphibia teljhatalmú uralkodója.
- Marcy Wu – Anne másik ember-barátja, egy tajvani-amerikai lány, aki a barátaival együtt szintén Amphibiába került. Érkezésekor Újtópia városába csöppent, ahol a király a szárnyai alá vette, azóta neki dolgozik felderítőként. Időközben sokat tanult Amphibia történelméről.
- Lady Olívia – Andris király főtanácsosa, egy művelt, kifinomult gőtehölgy.
- Jujnem tábornok – Egy rettenthetetlen, kissé beképzelt gőte, képzett harcművész, kinek legfőbb feladata Újtópia városának védelme.
- Joe Sparrow – Egy hatalmas veréb, ami a királyi felderítősereg szállításáért felel. Leginkább Marcy használja.

#### Próteusz lakói
- Parisia – Barlangi vakgőte, a vakgőték városának vezetője és védelmezője.
- Lysil és Angwin – Egy vakgőte-testvérpár, akik folyton civakodnak. Próteusz városkapujának őrzői.
- Ősanya – A legnagyobb és legbölcsebb vakgőte Amphibiában. Ismeri a zenedoboz eredetének történetét és a három lány küldetésének okát.

#### Földlakók
- Mr. és Mrs. Boonchuy – Anne szülei. Szigorú, de szeretetre méltó emberek, a lányukkal igen gondoskodóan bánnak, és csakis a legjobbat akarják neki. Egy thai éttermet vezetnek Los Angelesben.
- Dominó – A Boonchuy család házikedvence, egy fekete-fehér macska. Nevét a szőrének különleges mintázatáról kapta.
- Dr. Jan – Egy barátságos afro-amerikai hölgy, történész a Los Angeles-i Természettudományi Múzeumban.
- Terri – Egy fiatal, feltörekvő tudós, Dr. Jan ismerőse.
- Humphrey – Egy idős színész Hollywoodból, aki feltűnően hasonlít Hopára.
- Mr. X – FBI különleges ügynök, aki a természetfeletti jelenségek kinyomozására specializálódott.
- Jenny – Mr. X csendes, ám roppant hatékony asszisztense.
- Ally és Jess – Egy leszbikus pár, akik igazi technikai zsenik. Van egy saját Youtube-csatornájuk, ahová robotkészítésről szóló videókat töltenek fel.

### Egyéb szereplők
- Robka – Egy intelligens robot-béka, akit Anne és Csámpásék egyik utazásuk során ismernek meg és magukhoz fogadnak. A legjobban Ebi szereti, aki testvéri szeretettel viseli gondját. Mint később kiderül, egyike azon masináknak, amiket az Amphibia-i őslakosok alkottak más világok meghódítására.
- Valeriána – A zenedoboz egykori őrzője, egy hóbortos, de nagy tudású szalamandra. Sokat tud a doboz képességeiről és a három lány küldetéséről Amphibiában.
- Beatrix kapitány – Szutyok kapitány nővére, a Nyugati Varangyvár parancsnoka, a Varangy Hadurak egyetlen női tagja.
- Bufo kapitány – A Keleti Varangyvár parancsnoka, a Varangy Hadurak oszlopos tagja.
- Aldo kapitány – A Varangy Hadurak vezetője, az Északi Varangyvár parancsnoka, a legidősebb a varangyok között.
- Aldrich király – Andris édesapja, Amphibia előző uralkodója.
- Csámpás Lili – Erdős láp megalapítója, Andris király gyerekkori barátja, a Csámpás család mátriárkája.
- Bodnár – Legendás varangykatona, Andris király gyerekkori barátja.
- A Dög[3] – A sorozat legfőbb antagonistája. Egy biomechanikus algoritmus, ami Újtópia alatt él, és a maga fanatikus módján meg akarja változtatni Amphibia jövőjét.

## Szereposztás

### Főszereplők
| Szereplő                 | Eredeti hang     | Magyar hang   |
| ------------------------ | ---------------- | ------------- |
| Anne Boonchuy            | Brenda Song      | Csuha Borbála |
| Csámpás Bütyök           | Justin Felbinger | Baráth István |
| Csámpás "Ebi" Petúnia    | Amanda Leighton  | Pekár Adrienn |
| Csámpás Hoppolit, "Hopa" | Bill Farmer      | Csuha Lajos   |

### Mellékszereplők
| Szereplő             | Eredeti hang                                        | Magyar hang                                                         |
| -------------------- | --------------------------------------------------- | ------------------------------------------------------------------- |
| Sasha Waybright      | Anna Akana                                          | Tamási Nikolett                                                     |
| Szutyok kapitány     | Troy Baker                                          | Petridisz Hrisztosz                                                 |
| Nyálkás polgármester | Stephen Root                                        | Szersén Gyula (1. hang) Bácskai János (2. hang)                     |
| Tódor                | Jack McBrayer                                       | Pálmai Szabolcs                                                     |
| Kurutty Sára         | Laila Berzins                                       | Bókai Mária                                                         |
| Bőrlevél seriff      | James Adomian                                       | Beratin Gábor                                                       |
| Harmat Szilvia       | Mona Marshall                                       | Réti Szilvia                                                        |
| Harmat Feilcia       | Kaitlyn Robrock                                     | Tarr Judit                                                          |
| Harmat Boróka        | Katie Crown                                         | Csifó Dorina (1. hang) Hermann Lilla (2. hang)                      |
| Békalencse úr        | Kevin McDonald                                      | Welker Gábor                                                        |
| Félszemű Vili        | James Patrick Stuart                                | Fekete Zoltán                                                       |
| Szálka Leopold       | Brian Maillard                                      | Forgács Gábor (1. hang) Gardi Tamás (2. hang) Fehér Péter (3. hang) |
| Liszt úr             | Kevin Michael Richardson                            | Papucsek Vilmos                                                     |
| Maddie               | Jill Bartlett                                       | Laudon Andrea                                                       |
| Posvány              | Darin De Paul                                       | Bognár Tamás                                                        |
| Iszap                | April Winchell (1. hang) Kristen Johnston (2. hang) | Sági Tímea                                                          |
| Vigyor               | Matt Jones                                          | Markovics Tamás                                                     |
| Andris király        | Keith David Zeno Robinson (fiatalon)                | Seder Gábor                                                         |
| Marcy Wu             | Haley Tju                                           | Csifó Dorina                                                        |
| Lady Olívia          | Michelle Dockery                                    | Pap Katalin                                                         |
| Jujnem tábornok      | Zehra Fazal                                         | Hám-Kereki Anna                                                     |
| Mr. Boonchuy         | Brian Sounalath                                     | Láng Balázs                                                         |
| Mrs. Boonchuy        | On Braly                                            | Roatis Andrea                                                       |
| Dr. Jan              | Anika Noni Rose                                     | Sipos Eszter Anna                                                   |
| Mr. X                | RuPaul                                              | Hamvas Dániel                                                       |
| Ally                 | Melissa Villaseñor                                  | Köves Dóra                                                          |
| Terri                | Kate Micucci                                        | Andrádi Zsanett                                                     |
| Valeriána            | Susanne Blakeslee                                   | Solecki Janka                                                       |
| Aldrich király       | William Houston                                     | Rosta Sándor                                                        |
| Ősanya               | Whoopi Goldberg                                     | Vámos Mónika                                                        |
| A Dög                | William Houston (Aldrich) Haley Tju (Darcy)         | Rosta Sándor (Aldrich) Csifó Dorina (Darcy)                         |

### Magyar változat
A szinkront az SDI Media Hungary készítette.
| Évad              | 1. évad          | 1. évad           | 1. évad           | 2. évad         | 2. évad         | 2. évad         | 2. évad         | 3. évad         | 3. évad         | 3. évad         | 3. évad         |
| Beosztás          | 1-10. rész       | 11-15. rész       | 16-20. rész       | 1-5. rész       | 6-10. rész      | 11-15. rész     | 16-20. rész     | 1-9. rész       | 10-11. rész     | 12-15. rész     | 16-20. rész     |
| ----------------- | ---------------- | ----------------- | ----------------- | --------------- | --------------- | --------------- | --------------- | --------------- | --------------- | --------------- | --------------- |
| Felolvasó         | Endrédi Máté     | Endrédi Máté      | Endrédi Máté      | Endrédi Máté    | Endrédi Máté    | Endrédi Máté    | Endrédi Máté    | Pál Tamás       | Pál Tamás       | Pál Tamás       | Pál Tamás       |
| Magyar szöveg     | Fridrich Katalin | Fridrich Katalin  | Fridrich Katalin  | Moduna Zsuzsa   | Moduna Zsuzsa   | Moduna Zsuzsa   | Moduna Zsuzsa   | Dame Nikolett   | Dame Nikolett   | Dame Nikolett   | Dame Nikolett   |
| Dalszöveg         | Nádasi Veronika  | Nádasi Veronika   | Nádasi Veronika   | Nádasi Veronika | Nádasi Veronika | Nádasi Veronika | Nádasi Veronika | Nádasi Veronika | Nádasi Veronika | Nádasi Veronika | Nádasi Veronika |
| Hangmérnök        | Salgai Róbert    | Hegede Béla       | Böhm Gergely      | Gajda Mátyás    | Gajda Mátyás    | Gajda Mátyás    | Gajda Mátyás    | Gajda Mátyás    | Gajda Mátyás    | Gajda Mátyás    | Gajda Mátyás    |
| Vágó              | Kránitz Bence    | Győrösi Gabriella | Győrösi Gabriella | Házi Sándor     | Hajzler László  | Schuták László  | Hajzler László  | Wünsch Attila   | Házi Sándor     | László László   | Kelemen Zoltán  |
| Gyártásvezető     | Németh Piroska   | Újréti Zsuzsa     | Újréti Zsuzsa     | Újréti Zsuzsa   | Újréti Zsuzsa   | Újréti Zsuzsa   | Újréti Zsuzsa   | Újréti Zsuzsa   | Újréti Zsuzsa   | Újréti Zsuzsa   | Újréti Zsuzsa   |
| Zenei rendező     | Posta Victor     | Posta Victor      | Posta Victor      | Posta Victor    | Posta Victor    | Posta Victor    | Posta Victor    | Posta Victor    | Posta Victor    | Posta Victor    | Posta Victor    |
| Szinkronrendező   | Dobay Brigitta   | Pupos Tímea       | Pupos Tímea       | Pupos Tímea     | Pupos Tímea     | Pupos Tímea     | Pupos Tímea     | Pupos Tímea     | Pupos Tímea     | Pupos Tímea     | Pupos Tímea     |
| Produkciós vezető | Máhr Rita        | Máhr Rita         | Máhr Rita         | Orosz Katalin   | Orosz Katalin   | Orosz Katalin   | Orosz Katalin   | Orosz Katalin   | Orosz Katalin   | Orosz Katalin   | Orosz Katalin   |

## Évadösszegzés

### Első évad
Erdős láp lakóit különös esemény tartja lázban, amikor felbukkan a faluban egy ismeretlen lény, a "Mocsárszörny". A lény valójában egy Anne nevű, ártalmatlan ember, de mivel a békák közül még senki se látott hozzá hasonló szerzetet, nem tudják, hogyan viszonyuljanak hozzá. Az örökmozgó Csámpás Bütyök az egyetlen, aki elég bátor, hogy kiderítse, mi ez lény, mely során rájön, hogy egyáltalán nem veszélyes. A falusiak viszont szkeptikusak vele, ezért Bütyök nagyapja, aki a falu köztiszteletben álló lakója, vállalja, hogy vigyáz rá itt tartózkodása alatt. Anne szeretne hazajutni, de mivel a falut egy hegyoldal határolja, amit csak akkor lehet biztonságban elhagyni, ha a jég és a hó elolvadt róla, kénytelen kivárni ennek több hónapos időszakát. A Csámpás család felajánlja, hogy addig náluk lakhat.
Anne-nek nem könnyű alkalmazkodnia ehhez az új világhoz. Emberként élni egy beszélő békákkal teli vadmocsaras vidéken rengeteg mindenben próbára teszi a tűrőképességét (nincs áram, tiszta ruha, rendes étel), de emellett számtalan veszéllyel is szembe kell néznie a mindennapok során. Ebben a világban gyakorta bukkannak fel óriási rovarok és különböző növényszörnyek, továbbá olyan vérszomjas állatok, mint húsevő gémek, siklók, és vidrák, amik veszélyeztetik a békák életét. Anne-t ráadásul gyakran bajba sodorja a vakmerősége és túlzott elbizakodottsága, de szerencsére Bütyök mindig ott van mellette, hogy kihúzza a csávából. A kis békafiú nagyon hamar a legjobb barátjává válik, egyúttal a Csámpás család körében is igazi otthonra lel. A velük átélt kalandok során Anne sokat fejlődik, egy érettebb, felelősségteljesebb személy lesz. Idővel a falusiak is megtanulják elfogadni őt, bátor és segítőkész természete miatt.
Anne érkezésének oka egy varázslatos zenedoboz, ami a saját világából ebbe a világba teleportálta őt. Tisztában van vele, hogy ez az egyetlen eszköz, amivel hazajuthat, ezért megpróbál minél többet kideríteni róla. Eleinte Csámpásék elől is titkolja, csak később mutatja meg nekik. Hopa, aki nagyon is ismeri a doboz valódi erejét, attól fél, hogy veszélyt jelenthet a családra, ezért titokban ellopja Anne-től és elássa a föld mélyére.
Anne tudtán kívül, a doboz két másik barátját, Sashát és Marcyt is Amphibiába teleportálta. Ők Anne legjobb barátai otthonról, habár az évad során kiderül, hogy a barátságuk sokkal inkább mérgező Anne számára. Olyasmikbe rángatják bele, mint a lógás, a vandalizmus és a lopás. Ez utóbbival tettek szert a zenedobozra is egy adománygyűjtő boltból, és amikor együtt kinyitották, a doboz varázsereje mindhármójukat Amphibiába repítette. Sashát érkezésekor elfogta egy csapat varangy, akik Varangyvár parancsnokának, Szutyok kapitánynak szolgálatában állnak, aki monarchikus módon uralkodik a varangyok és békák felett. Szutyok kezdetben veszélyesnek gondolja Sashát, de miután rájön, hogy az ő manipulációs képességei segíthetnek uralkodói tekintélye fenntartásában, a gondviselésébe veszi a lányt. Megígéri neki, hogyha megteszi, amit kér, akkor segít megtalálni a barátait és hazajutni. Az alku első felére hamar sor kerül, mert Varangyvárban híre megy Anne felbukkanásának Erdős lápban. A varangyok közreműködésével a két barát újra találkozik.
A találkozás ürügyeként a varangyok meghívják Erdős láp lakóit egy nagy ünnepélyre. Sasha azonban felfedi Anne-nek, hogy az ünnepély valójában egy csapda, melynek lényege, hogy a varangyok egy béka nyilvános kivégzésével példát statuáljanak az utóbbi időben egyre engedetlenebb békáknak. A kiszemelt áldozat nem más, mint Hopa. Anne semmiképp nem akarja, hogy ez megtörténjen, Sasha szerint azonban ez az egyetlen módja, hogy ők hazajussanak, ezért nyomatékosítja Anne-t, hogy álljon mellé. Látva, hogy Anne nem mer szembeszegülni Sasha akaratának, Bütyök kiáll mellette, ráébreszti Anne-t, hogy Sasha nem viselkedik igaz barátként, csak kihasználja őt. Szutyok úgy dönt, kivégzés helyett döntse el a nézeteltéréseiket egy kardpárbaj a két lány között. Anne és Sasha mindketten alkalmazzák Amphibiában tanult harcászati tudásukat. A párbajt végül Anne nyeri meg. Varangyvár nem sokkal ezután darabjaira hullik, robbanó gombáknak köszönhetően, amit a falu lakói rejtettek el a csatornákban, szökési kísérletként. Sasha komolyan megsérül, ám Szutyok megmenti őt, majd a katonáival együtt legyőzötten távozik az erdőbe. 
A falu lakói épségben visszatérnek Erdős lápba. A hegyoldal végre biztonságos az utazáshoz, így Anne készen áll, hogy nekivágjon a hazaút keresésének. A Csámpás család biztosítja, hogy végig vele lesznek, akármit is hozzon az út, ami Anne-t hatalmas boldogsággal tölti el...

### Második évad
Anne és Csámpásék elutaznak Amphibia fővárosába, a gőték által benépesített Újtópiába, abban bízva, hogy ott információkhoz juthatnak a mágikus zenedobozról. Újtópiába érve, Anne végre találkozik másik otthoni barátjával, Marcyval. Marcy érkezésük óta Újtópia városában élt, ahol barátságot kötött Amphibia uralkodójával, Andris királlyal, aki megtette őt a királyi felderítősereg vezetőjévé. Sashával ellentétben, Marcy sokat fejlődött az itt tartózkodása alatt, magabiztosabbá és toleránsabbá vált, ami az Anne-el való barátságán is meglátszik. A két lány közösen kinyomozza, hogy a zenedoboz valójában egy transzportáló eszköz, amely képes különböző dimenziókba utat nyitni, és a működéséhez három varázserejű gyémánt szükséges. Andris király szerint a három gyémánt három templomban van elrejtve Amphibia különböző pontjain, így, a Csámpás családdal kiegészülve, Anne és Marcy vállalják, hogy felkutatják ezeket. Mit sem tudnak róla, hogy a király valójában egy titkos tervet szövöget, amelynek Anne, Sasha és Marcy a kulcsszereplői.
A három templom három tulajdonságot képvisel: ész, erő és akarat. Mindegyik templom próbára teszi az oda belépőket, hogy bizonyítsák, méltóak a gyémántok megszerzésére. Az első templom az intelligenciát teszteli, de egyúttal azt is, hogy az illető rendelkezik-e megfelelő mértékű szerénységgel. Ezt a próbát Marcy állja ki. A második templom Anne-t teszi próbára, hogy akaratos természete ellenére képes-e vállalni a felelősséget a tetteiért. A harmadik templomban a lányok sokáig küszködnek a próbákkal, amíg fel nem bukkan Sasha, hogy segítsen nekik. A templom teszteli az erejét és elszántságát, és hogy ehhez párosul-e elegendő kitartás. Sasha bocsánatot kér Anne-től a köztük történtekért, de ez csupán csak színjáték egy nagyobb terv részeként. A varangyok trónfosztást terveznek Andris király ellen, Szutyok kapitány vezetésével, és ehhez kapóra jön nekik Anne és Marcy barátsága a királlyal, hogy feltűnés nélkül bevegyék a fővárost. Anne nem tudja, megbízhat-e Sashában mindazok után, amit átéltek. Emellett a Csámpás családban is megrendül a bizalma, amikor rájön, hogy Hopa elrejtette előle a zenedobozt. Noha ő tisztázza magát, hogy csak azért tette, mert meg akart előzni egy hasonló katasztrófát, ami évekkel ezelőtt megölte Bütyök és Ebi szüleit, Anne ettől kezdve távolságtartó lesz vele. Csak későbbi kalandok során sikerül rendezni a viszonyukat.
Az évad végére a három lány mindhárom gyémántot megszerezi, és a zenedoboz is sértetlenül visszakerül hozzájuk, így visszatérnek Újtópiába, hogy a király elárulja nekik a hazajutáshoz szükséges tudnivalót. Röviddel az érkezésük után kezdetét veszi a varangyok lázadása, és bár Sasha is szerepet vállal a dologban, egyre inkább gyötri a bűntudat, amiért elárulja a barátait. Közben kideríti, hogy a király tervez valamit hármójuk ellen, de nem tudja időben figyelmeztetni Anne-éket, akik addigra visszaverik a varangysereg támadását. Andris megszerzi a zenedobozt, és annak varázserejével működésbe hoz egy ősi gépezetet, amit még az elődei használtak más világok meghódítására. Felfedi, hogy  ő  ugyanezt a hódító hadjáratot kívánja folytatni, és elsőként a Földet venné célba. Azt is elárulja Anne-nek és Sashának, hogy Marcy szánt szándékkal hozta őket Amphibiába. Marcy beismeri, hogy valóban tudott a zenedoboz varázserejéről, mert már olvasott róla könyveket. Mivel a családja el akart költözni a tengeren túlra, azt remélte, hogy a doboz használatával ő és a barátai örökre együtt maradhatnának egy másik világban, ezért vette rá őket, hogy lopják el. A barátait teljesen lesújtja a hír. 
Anne és Csámpásék megkísérlik visszaszerezni a zenedobozt, ám Andris sakkban tartja őket, Bütyök életét fenyegetve. A barátjáért érzett aggodalom előhozza Anne-ből azt a varázserőt, amely a zenedoboz legelső használatakor költözött a lányokba, és azóta is időről időre emberfeletti képességeket kölcsönöz nekik. Az erő ezúttal minden eddiginél nagyobb hatást vált ki Anne-ből, és ezzel ideiglenesen sikerül ártalmatlanítania a királyt.
Marcy hasznosítja a zenedobozról szerzett tudását, és megnyit vele egy átjárót a Földre. Anne épségben át tud menni rajta, Sasha és Marcy azonban alulmaradnak a királlyal szembeni küzdelemben. Marcy ráadásul halálos sebet kap a mellkasán Andris kardja által. Anne ezt követően a szülővárosában, Los Angelesben találja magát, a Csámpás családdal együtt...

### Harmadik évad
A Boonchuy család nagy örömmel üdvözli otthon az eltűntnek hitt Anne-t, ám némileg sokkolja őket a tény, hogy Anne öt hónapig egy másik világban élt, ráadásul beszélő békák társaságában tért haza. Anne kérésére a szülei beleegyeznek, hogy szállást adnak a Csámpás családnak, de csak akkor, ha a létezésüket titokban tartják mások előtt. Csámpáséknak nem könnyű hozzászoknia a földi élethez, hasonlóan ahogy Anne-nek is nehéz volt boldogulnia az ő világukban. Helyzetüket nehezíti, hogy az Egyesült Államok kormánya is nyomoz utánuk, hogy fényt derítsenek a kilétükre. Emellett ki kell találniuk, hogyan juthatnának vissza Amphibába a zenedoboz nélkül, és hogyan állíthatnák meg Andris király közelgő invázióját. 
A király egy masszív robot-hadsereget épít a Föld leigázásához, egyúttal meggyógyítja a sebesült Marcyt is, akivel további tervei vannak. Mint kiderül, Andris egy mesterséges intelligencia szolgálatában áll. Az úgynevezett "Dög" Amphibia egykori uralkodóinak az elméit őrzi, köztük Andris édesapjáét, Aldrich királyét, aki folyamatosan emlékezteti a fiát a neki tett ígéretére: évekkel ezelőtt, a királyi trón várományosaként, Andris feladata lett volna a Föld meghódítása, ám a gyerekkori barátai ellopták tőle a zenedobozt, mert úgy gondolták, túlságosan veszélyes. A dobozt elrejtették a Földön, de mivel egy ősi prófécia megjövendölte, hogy egy nap vissza fog térni Amphibiába, Andris megesküdött, hogyha eljön az a nap, akkor befejezi a félbeszakadt hadjáratot. Amphibia uralkodói azt vallják, hogy a doboz varázserejét szent joguk használni a hódításhoz, míg más kétéltűek úgy vélik, a doboz túlzott használata felboríthatja a multiverzum egyensúlyát, és teljes pusztulást hoz Amphibiára. A prófécia szerint ezt a pusztulást három emberlány hivatott megállítani, ezért a doboz megáldja őket a varázserejével, hogy hárman együtt véget vessenek a mértéktelen hódításoknak. A Dög ezt mindenáron meg akarja akadályozni, ezért Marcy testét birtokba veszi, hogy őt irányítása alatt tartsa, míg Sasha és Anne semlegesítésére Andris robotjainak egyikét jelöli ki. Sasha, Szutyok segítségével megszökik a király erői elől, és Erdős láp lakóival egy titkos ellenállást szervez Amphibia megmentéséért. 
Miután Anne és Csámpásék visszatérnek Amphibiába Anne varázserejének segítségével, ők is csatlakoznak az ellenálláshoz. Anne és Sasha rendezik korábbi nézeteltéréseiket, és  egyesítik a békák, varangyok és gőték népét, hogy együtt harcoljanak Andris robotserege ellen. A Dög azonban tudomást szerez a szándékukról és szétveri a lázadást. Az invázió megkezdődik.
Az amerikai hadsereg ugyan felveszi a harcot a támadás ellen, ám Andris serege túlerőben van. Mivel a robotokat működtető gépezet főforrása a zenedoboz, Amphibia és a Föld lakói egyesítik erejüket, hogy megszerezzék. Andris egy hatalmas robotpáncélt ölt és párbajra hívja Anne-t, míg a Dög Marcy testében megpróbálja manipulálni Sashát, hogy maga mellé állítsa. Sasha azonban tönkreteszi a Dög központi szerverét, ezáltal megszabadítja Marcyt az irányítása alól. Andris kis híján legyőzi Anne-t, ám Bütyök közreműködésével kiderül számára, hogy a gyerekkori barátja, Lili (aki egyébként a Csámpás család mátriárkája) írt neki egy levelet, miután ellopta tőle a zenedobozt: a levélben elmondja, hogy a köztük történtek ellenére a barátságuk örökké az élete fontos része marad. Az üzenete és az emléke meghatja a keményszívű uralkodót, s végül úgy dönt, lefújja az inváziót. A Dög végső lépésként megpróbálja elpusztítani Amphibia világát a Hold felrobbantásával, így Anne, Sasha és Marcy felhasználják az összes varázserejüket, és a próféciának megfelelően legyőzik a gonosz entitást egyszer s mindenkorra. A folyamat során a zenedoboz is elpusztul, a lányoknak épp csak annyi erejük marad, hogy megnyissanak egy utolsó átjárót a Földre. Tudván, hogy soha többé nem láthatják Amphibia lakóit, nehéz búcsút vesznek az ottani barátaiktól, és hazatérnek a saját világukba. 
Tíz évvel később Amphibában bevezették a demokráciát és kialakítottak egy új, civilizáltabb életformát, melyhez minden kétéltű megtanult alkalmazkodni. A három lány felnőtt, bár már nem tartják olyan szorosan a kapcsolatot, mint azelőtt. Marcy végül elköltözött és sikeres webképregény-író lett, Sasha gyermekpszichológus lett, Anne pedig herpetológusként dolgozik egy víziparkban, és gyakran mesél az Amphibiában szerzett élményeiről a látogatóknak. 
A sorozat azzal a jelenettel zárul, ahogy a három lány újra találkozik Anne szülinapja alkalmából, és beülnek egy italra, hogy megünnepeljék. A jelenet alatt Anne szavai hallhatóak arról, hogy a változás ijesztő, de az élet része, és minden réginek a vége valami újnak a kezdetét jelenti.

## Évados áttekintés
| Évad | Évad | Epizódok | Eredeti sugárzás | Eredeti sugárzás | Magyar sugárzás  | Magyar sugárzás     |
| Évad | Évad | Epizódok | Évadpremier      | Évadfinálé       | Évadpremier      | Évadfinálé          |
| ---- | ---- | -------- | ---------------- | ---------------- | ---------------- | ------------------- |
|      | 1    | 20       | 2019. június 17. | 2019. július 18. | 2020. március 2. | 2020. március 27.   |
|      | 2    | 20       | 2020. július 11. | 2021. május 22.  | 2021. március 1. | 2021. október 1.    |
|      | 3    | 20       | 2021. október 2. | 2022. május 14.  | 2022. március 5. | 2022. szeptember 4. |